# 岳阳楼记

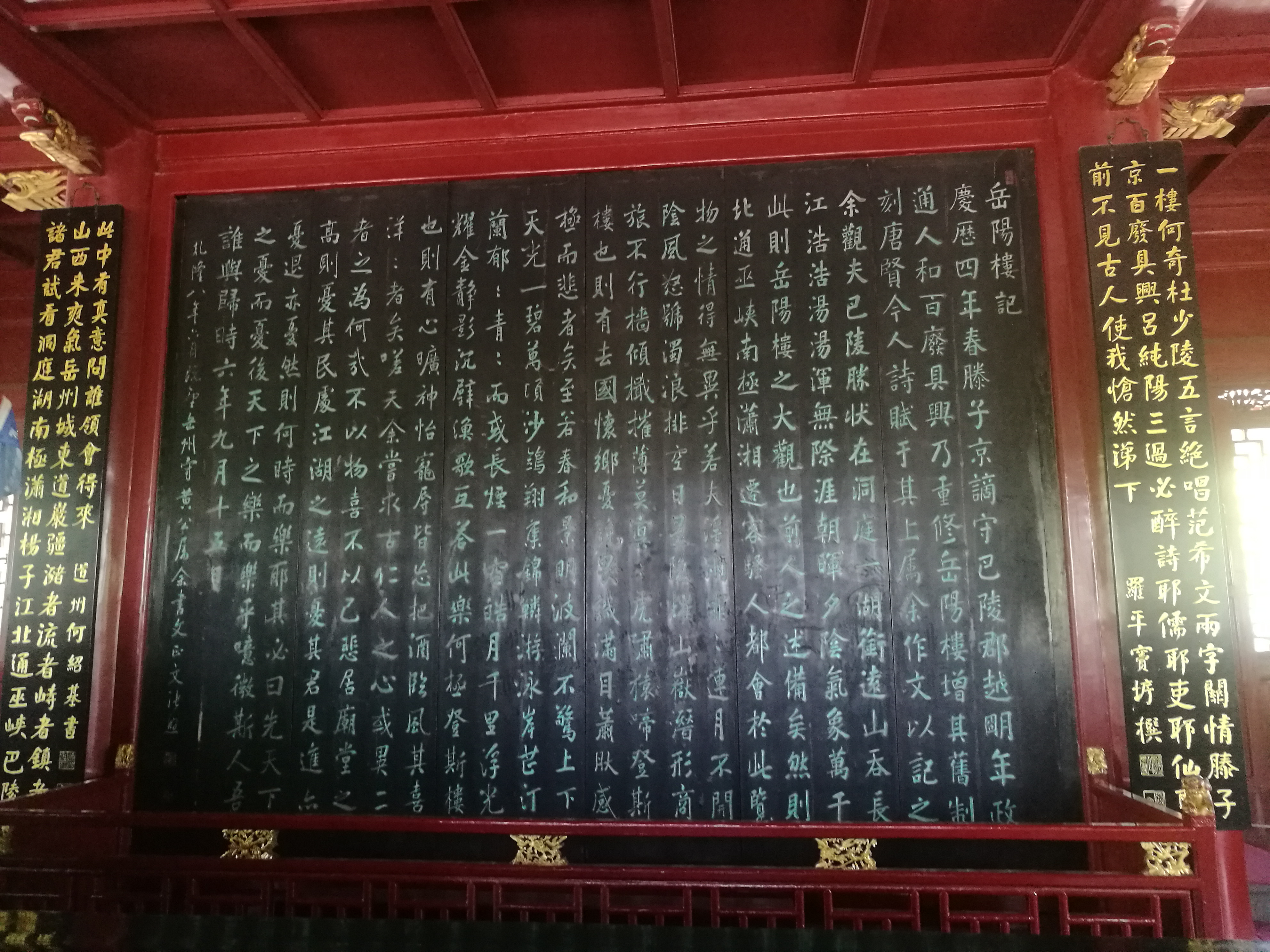
悬挂在岳阳楼中的《岳阳楼记》屏风

《岳阳楼记》是一篇为重修岳阳楼写的记。北宋宋仁宗慶曆四年（1044年），滕子京被貶至岳州。到任一年，滕子京就把岳州治理得政通人和，百廢俱興。慶曆五年（1045年），滕子京重修岳陽樓，待樓修成，致書同年進士范仲淹（即《與范經略求記書》一文）寫一篇《岳陽樓記》。滕子京和范仲淹同為被貶官員，時常向其抱怨自身的處境，范仲淹明白滕子京自貶謫到巴陵為知州後，常展露憤恨不平之氣，欲勸勉之，正好滕子京來信求撰記，所以范仲淹在文中寫道：「不以物喜，不以己悲」與「先天下之憂而憂，後天下之樂而樂」，自抒懷抱也規勸老友。
《岳陽樓記》寫於慶曆六年九月十五日（1046年10月17日），范仲淹在河南邓州担任知州时寫的這篇散文，所以推测文章是在花洲书院，而非登上岳阳楼之时写就。不过，《岳陽樓記》能够成为传世名篇并非因为其对岳阳楼风景的描述，而是范仲淹借《岳陽樓記》一文抒发先忧后乐、忧国忧民的情怀。
欧阳修的散文《偃虹堤记》是繼《岳阳楼记》的仿作。其文章开头即说：“有自岳阳至者，以滕侯之书，洞庭之图来告，曰愿有所记。”

## 評價
- 尹洙评价《岳阳楼记》是“傳奇體”。[5]
- 孫緒《沙溪集·无用闲谈》：“范文正公《岳阳楼记》，或谓其用赋体，殆未深考耳。此是学呂溫《三堂记》，体制如出一轴。然《岳阳楼记》闳远超越，青出于蓝矣。夫以文正千载人物，而乃肯学吕温，亦见君子不以人废言之盛心也。”